# Brent Burge
Brent Burge (geb. vor 1984) ist ein Tontechniker, der bei der Oscarverleihung 2014 und 2015 für seine Arbeit an den letzten beiden Filmen der Hobbit-Trilogie für den Oscar in der Kategorie Bester Tonschnitt normiert war. Er ist zudem Träger zweier Golden Reel Awards der Motion-Picture-Sound-Editors-Gesellschaft. Burge wirkte seit 1984 am Tonschnitt von rund 50 Filmen und Fernsehserien mit und arbeitet seit Mitte der 1990er Jahre hauptsächlich mit dem Regisseur Peter Jackson zusammen.

## Filmografie (Auswahl)
- 1984: Vigil – Zeit der Stürme (Vigil)
- 1987: Bad Taste
- 1989: Zilch!
- 1996: The Frighteners
- 1997: Heartbreak High (Fernsehserie)
- 1998: Schweinchen Babe in der großen Stadt (Babe: Pig in the City)
- 1999:  Big Sky (TV-Serie)
- 2000: Bootmen
- 2001: Moulin Rouge
- 2001: Der Herr der Ringe: Die Gefährten (The Lord of the Rings: The Fellowship of the Ring)
- 2002: Der Herr der Ringe: Die zwei Türme (The Lord of the Rings: The Two Towers)
- 2003: Der Herr der Ringe: Die Rückkehr des Königs (The Lord of the Rings: The Return of the King)
- 2005: King Kong
- 2006: Pirates of the Caribbean – Fluch der Karibik 2 (Pirates of the Caribbean: Dead Man’s Chest)
- 2007: Transformers
- 2009: District 9
- 2010: Prince of Persia: Der Sand der Zeit (Prince of Persia: The Sands of Time)
- 2011: Die Abenteuer von Tim und Struppi – Das Geheimnis der Einhorn (The Adventures of Tintin)
- 2012: Der Hobbit: Eine unerwartete Reise (The Hobbit: An Unexpected Journey)
- 2013: Der Hobbit: Smaugs Einöde (The Hobbit: The Desolation of Smaug)
- 2014: Der Hobbit: Die Schlacht der Fünf Heere (The Hobbit: The Battle of the Five Armies)
- seit 2015: Ash vs. Evil Dead (Fernsehserie)

## Auszeichnungen (Auswahl)
- 2010: Golden Reel Award der Motion-Picture-Sound-Editors-Gesellschaft für District 9 (zusammen mit Chris Ward und dem gesamten Sound-Department des Films)[2]
- 2012: Golden Reel Award der Motion-Picture-Sound-Editors-Gesellschaft für Die Abenteuer von Tim und Struppi – Das Geheimnis der Einhorn (zusammen mit Chris Ward und dem gesamten Sound-Department des Films)[3]
- 2014: Oscar-Nominierung in der Kategorie Bester Tonschnitt für Der Hobbit: Smaugs Einöde (zusammen mit Chris Ward)[4]
- 2015: Oscar-Nominierung in der Kategorie Bester Tonschnitt für Der Hobbit: Die Schlacht der Fünf Heere (zusammen mit Jason Canovas)[5]